# Barnafejű fülemülerigó
A barnafejű fülemülerigó (Catharus occidentalis) a madarak osztályának verébalakúak (Passeriformes) rendjébe és a rigófélék (Turdidae) családjába tartozó faj.

## Rendszerezése
A fajt Philip Lutley Sclater angol ügyvéd és zoológus írta le 1859-ben.

## Alfajai
- Catharus occidentalis fulvescens Nelson, 1897
- Catharus occidentalis lambi A. R. Phillips, 1969
- Catharus occidentalis occidentalis P. L. Sclater, 1859
- Catharus occidentalis olivascens Nelson, 1899[2]

## Előfordulása
Mexikó területén honos. A természetes élőhelye szubtrópusi és trópusi hegyi esőerdők. Nem vonuló faj.

## Megjelenése
Átlagos testhossza 18 centiméter, testtömege 26 gramm.

## Életmódja
Gerinctelenekkel és gyümölcsökkel táplálkozik.